# 청량리동
청량리동(淸凉里洞)은 서울특별시의 동대문구에 위치한 동의 명칭이다. 지역의 동쪽으로는 휘경동, 남쪽으론 전농동, 서쪽으론 제기동, 북쪽으로는 회기동과 성북구 종암동과 접한다.

## 역사
동의 이름은 이 지역에 소재했던 청량사(淸凉寺)에서 유래했다. 일설에 의하면 옛날 청량사(淸凉寺)가 있던 바리산의 수목이 울창하고 샘이 무척 맑았는데, 남서쪽이 막힌곳이 없어 늘 시원하고 청량한 바람이 불었다고하여 붙인 이름이라고도 한다.
조선시대에는 한성부 동부 인창방에 속하였으며, 1911년 경기도 경성부 인창면 청량리로 불렸다가, 1914년 고양군 숭인면 청량리가 되었다. 1936년 경성부에 편입되면서 청량리정(町)으로 불렸었다가, 1943년 동대문구에 속한 후, 1946년 청량리동으로 바뀌었다.
이 지역은 1955년 4월 18일 동제 실시로 인해 법정동은 청량리동, 행정동은 청량리 1·2동으로 나누었으나, 2008년 8월 11일 구조례 변경으로 인해 행정동 청량리동으로 통합되었다.

## 주요 시설
- KAIST 서울 캠퍼스
- 고등과학원
- 한림대학교 치과병원
- 청량리역
- 동대문세무서
- 동대문경찰서
- 홍릉수목원
- 청량리
- 영휘원
- 청량리정신병원

## 교육
- 서울시립대학교
- 청량고등학교
- 청량중학교

## 같이 보기
- 청량리 588
- 대한민국의 행정 구역